# Hans Hunold

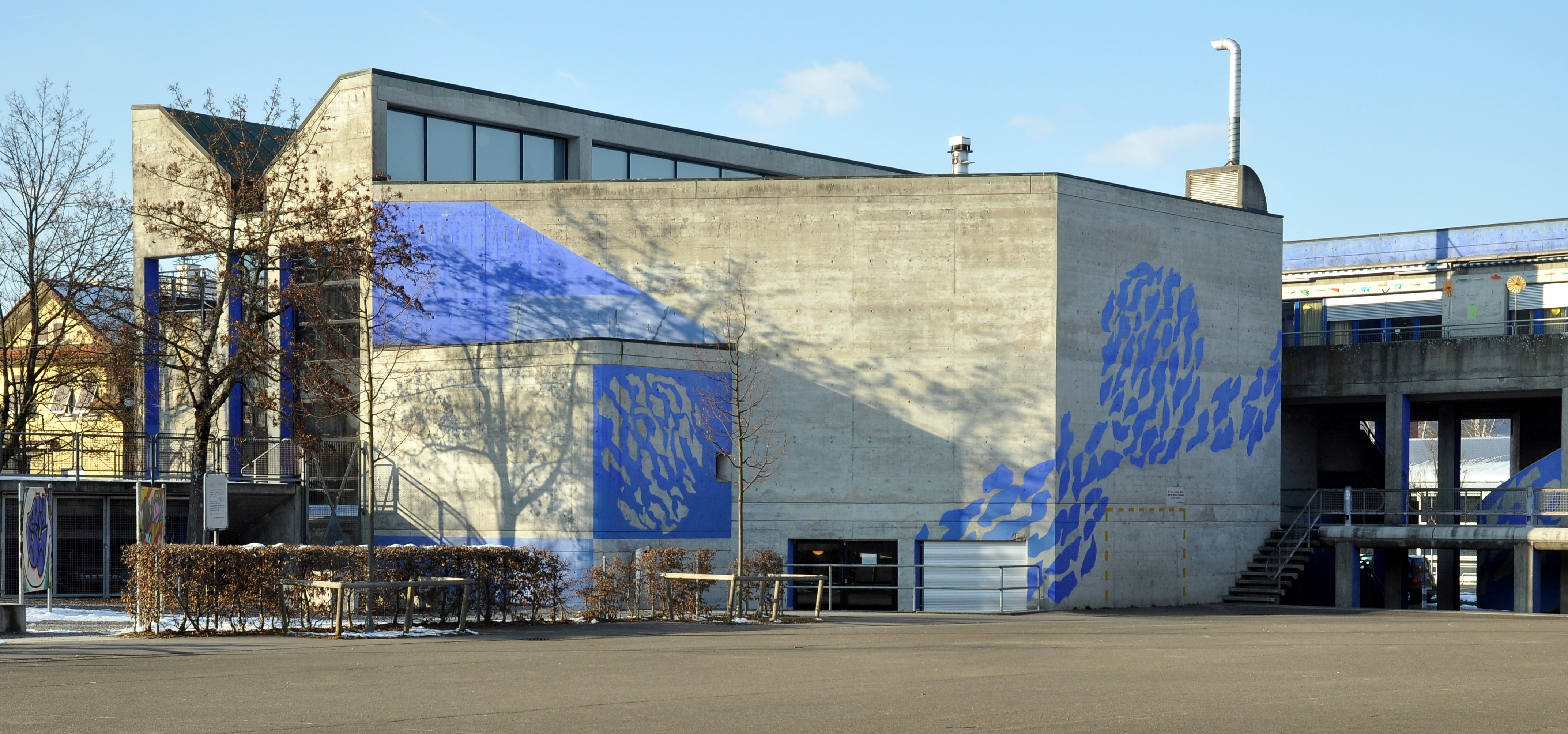
Pausenhof der Primarschule Loogarten in Zürich

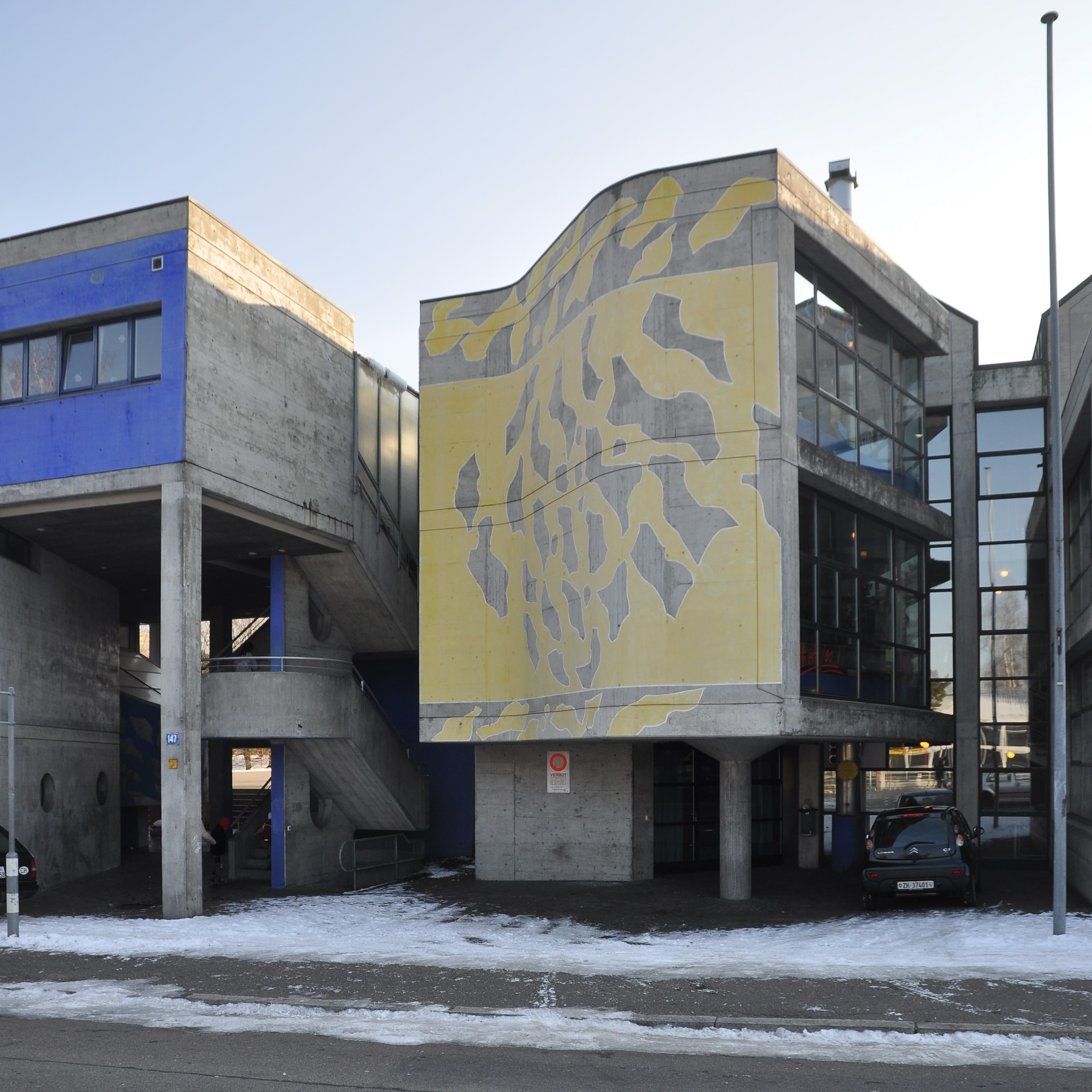
Eingang zur Primarschule Loogarten, 1975

Hans Hunold (* 21. Dezember 1939 in Zürich; † 6. März 2009 daselbst) war ein Schweizer Maler, Bildhauer und Grafiker. Er war bekannt für seine künstlerische Ausgestaltung öffentlicher Gebäude.

## Leben und Werk
Hunold besuchte die Kunstgewerbeschule in Zürich. Sein Lehrer war unter anderem der Glasmaler Heinrich Müller. Anschliessend lehrte er an der Kunstgewerbeschule und war an Kantonsschulen als Teilzeit-Lehrer tätig. Neben seiner Lehrtätigkeit war er als freischaffender Künstler aktiv. Gelegentlich werden Werke Hunolds im Auktionshandel angeboten.

## Ausstellungen
- 1971 Farbe als sinnliche Erfahrung. 15 Schweizer Künstler, Helmhaus Zürich
- 1986 Hans Hunold. Acrylglasskulpturen und Bilder, Galerie Jamileh Weber, Zürich

## Arbeiten im öffentlichen Raum
- 1971/73 Zwei Wandbilder, zweiundzwanzig Treppenuntersichten, Kantonsschule Zürich-Wiedikon
- 1974/75 Fassadengestaltung der Schul- und Freizeitanlage Loogarten, Zürich-Altstetten
- 1979 Treppenhaus und Eingangshalle  Schulanlage Schweikrüti, Thalwil-Gattikon
- 1979 Zwölfteiliges Email-Wandbild, Schwimmbad Bühlerhöhe (Deutschland)
- 1982 Hinterglasmalerei, Plastiken und Tapisserien, Nova Park, Zürich
- 1982/83  Fünf Wandbilder in Hinterglas-Relieftechnik, Berufsschulhaus Uster